# TUNEL-Methode
Die TUNEL-Methode (TdT-mediated dUTP-biotin nick end labeling) dient der Darstellung von Zellkernen apoptotischer Zellen. „TdT“ steht für „terminal desoxynucleotidyl transferase“, ein Enzym, das in einem Zwischenschritt der Technik verwendet wird.

## Methode
Während der Apoptose wird der Desoxyribonukleinsäure-Strang (DNA-Strang) des Zellkerns durch die Aktivität von Endonukleasen fragmentiert. Die an den Bruchenden freiwerdenden Hydroxygruppen (3'-OH-Gruppen) werden durch das Enzym TdT mit markierten Nukleotiden versehen, welche z. B. aufgrund von Fluoreszenz mit entsprechenden Mikroskopen sichtbar gemacht werden können.
Die Methode wurde 1992 erstmals beschrieben. An der Methode wurde in den darauffolgenden Jahren Kritik geübt, da eine Unterscheidung zwischen nekrotischen und apoptotischen Zelluntergängen nur bedingt möglich war. In den Jahren darauf wurde beschrieben, wie die Technik hinsichtlich auftretender Probleme modifiziert und verbessert werden kann.